# Anthropologie interculturelle
L'anthropologie interculturelle est un champ de recherche sur l’analyse des dynamiques et des rencontres interculturelles. 
L’analyse de la communication en contexte pluriethnique s’inspire de plusieurs concepts et théories en anthropologie, même si cette discipline a pris beaucoup de distance face au champ de communication interculturelle. Non seulement il y a la crainte que ce champ donne trop d’importance à la notion de culture, négligeant d’autres dynamiques des rapports sociaux comme classe, genre, ou identité raciale, mais il y a aussi le danger que l’accent mis sur la culture puisse renforcer des stéréotypes qui mènent à l’exclusion sociale,. 
L’anthropologie s’est intéressée davantage aux groupes ethniques eux-mêmes qu’aux dynamiques entre les groupes. 

## Concepts

### Sentiment d'appartenance
Le concept de sentiment d'appartenance, ou terminologies semblables tels sentiment d’identité ou appartenance culturelle, est inextricablement lié à celui d’identité. En effet, le mot appartenance est souvent « employé comme un substitut synonyme de celui d’identité, consciemment ou non, lorsqu’il s’agit d’identité collective. » Les théories plus modernes, quant à elles, dans une vision privilégiant le constructivisme, l’interactionnisme ou le situationnisme, voient l’identité comme n’étant pas «une donnée, mais une dynamique, une incessante série d’opérations pour maintenir ou corriger un moi où l’on accepte de se situer et que l’on valorise ».
Sans avoir retracé les premières utilisations de l’expression « sentiment d’appartenance », il semble que des chercheurs se penchent depuis longtemps sur les identités collectives et sur l’appartenance à celles-ci. C’est ainsi que le sociologue Guy Rocher explique qu’ « appartenir à une collectivité, c’est partager avec les autres membres assez d’idées ou de traits communs pour se reconnaître dans le « nous » ». Plus tard, John C. Turner écrira que « l’appartenance à un groupe particulier, en ce qui concerne ses fonctions d’identité sociale, est reliée à une évaluation positive de ses attributs par comparaison aux autres groupes » . Il a été ensuite pensé que ce sentiment d’appartenance est quelque chose d’universel et non seulement construit, qu’il « prend ses sources dans la relation primitive du nourrisson avec sa mère, puisqu’on sait que dans son état premier, le nourrisson ne se distingue pas de sa mère, et découle tout autant du fait que l’être humain est un être social. »
Le concept de sentiment d’appartenance est généralement défini comme « la conscience individuelle de partager une ou plusieurs identités collectives », et donc de faire partie d’un ou de plusieurs groupes auxquels nous reconnaissons des traits partagés. Il est aussi défini comme le sentiment de se considérer comme partie intégrante d’une famille, d’un groupe ou d’un réseau. Ce sentiment se construit « par un processus d’identification à trois polarités : identifier autrui, s’identifier à autrui et être identifié par autrui. »  C’est, en d’autres mots, ce qu’avance le philosophe Charles Taylor dans sa théorie de la reconnaissance, où il avance que la découverte de son identité n’est pas un processus fait dans l’isolement, mais bien négocié par un dialogue, « partiellement extérieur, partiellement intérieur, avec d’autres ». Le sentiment d’appartenance vient donc d’une personne qui se reconnaît comme faisant partie d’un groupe, mais ce groupe doit également le reconnaître comme étant l’un des leurs. Il est la facette collective de l’identification du Soi.
Bien entendu, comme il n’existe pas qu’une seule identité, il n’existe pas une seule appartenance, pour renvoyer au concept de multiciplicité des facettes identitaires d’un même individu ou bien de l’être polyidentitaire L’identité et l’identification à un groupe sont en constante négociation et se modifient avec le temps et le contexte. Les « identifications acquises » sont liées à des contextes modifiables et renouvelables. Néanmoins, il est important de ne pas tomber dans le situationnisme extrême et de penser que les choix identitaires ne sont qu’opportunisme et rationalité, puisque les comportements des individus viennent, en partie, des traditions culturelles de chacun.